# Szezlong

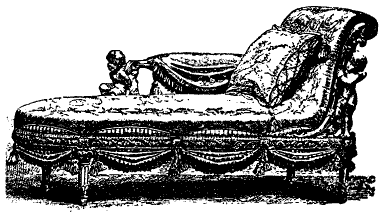
Szezlong – XVIII wiek

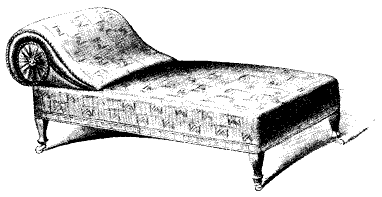
Szezlong – XIX wiek

Szezlong (fr. chaise longue) – rodzaj kanapy w kształcie wydłużonego fotela, którego charakterystycznym elementem jest wezgłowie, umożliwiające wygodny odpoczynek. Kluczowym elementem szezlongu jest również siedzisko o przedłużonym kształcie i oparcia, dzięki którym szezlong gwarantuje przybranie półleżącej pozycji. Rozkwit popularności tego mebla datuje się na XVIII i XIX wiek (styl rokoko), natomiast pierwsze szezlongi powstały już w XVII wieku i charakteryzowały się błyszczącą, zdobioną tapicerką, najczęściej pikowaną oraz zdobionymi nóżkami (idealnie komponowały się z arystokratycznym stylem pałacowym).